# Garage rock
Garage rock je syrový rock and roll, který byl populární zhruba mezi lety 1963 až 1967 hlavně v USA a Kanadě. Během 60. let nebyl považován za samostatný hudební žánr a neměl žádný specifický název.

## Historie
Koncem 50. let se v USA prosadila skupina The Kingsmen s chytlavou písní „Louie Louie“. Ta získala mnoho ocenění a též se umístila v první stovce rockových skladeb prestižního časopisu Rolling Stone. Později se ji snažilo napodobit mnoho ostatních garage-rockových kapel, píseň si upravil též i samotný Frank Zappa (jedna z verzí Plastic People). Další továrnou na hity byli The Sonics – Have Love Will Travel, Santa Claus nebo Strychnine.
Pod původním názvem The Wailers však stihli nahrát třeba „You Weren’t Using Your Head“ či „Out Of Our Free“. Významnými představiteli garage rocku se stali i Count Five (Psychotic Reaction, Pretty Big Mouth), The Seeds (Can’t Seem to Make You Mine, Pushin’Too Hard, Wind Blows Your Hair), The Music Machine (Talk Talk, Double Yellow Mine, Trouble), The Standells (Dirty Water, Medication), Question Mark&the Mysterians (96 Tears, Can’t Get Enough You Baby) a Paul Revere&the Raiders (Just Like Me).
Hraní garage rocku se věnovalo skutečně obrovské množství kapel. Ne všechny se samozřejmě dokázaly naplno prosadit, přesto existuje spousta skupin, které se proslavily jen díky jednomu hitu a stojí za zmínku také. Jedná se o The Keggs (To Find Out), Last Knight (Shadows of Fear), Primates (Knock On My Door), Rocky & the Riddlers (Flash and Crash), The Angry (Walk in the Sun), The Grasshoppers (The Very Last Day), The Creation (Cool Jerk, Painter Man) a mnoho dalších. Na začátku 70. let garage rock někteří kritici zpětně označovali jako punk rock. Nicméně později začal být nazýván garage rock či '60s Punk, aby se nedocházelo k záměně s punkovými skupinami z druhé poloviny 70. let jako Ramones, Sex Pistols a The Clash.
Později se mezi garage rockové skupiny zařadili např. i The Stooges s Iggy Popem a MC5.

## Představitelé
- 13th Floor Elevators
- Anboy Dukes
- The Barbarians
- Blues Cheer
- Blues Magoos
- The Chocolate Watchband
- The Count Five
- Dick Dale
- The Electric Prunes
- The Kingsmen
- The Knickerbockers
- ? and the Mysterians
- The Seeds
- Shadows of Knight
- The Standels
- The Black Keys